# Cristian Santos
Cristian Santos (nacido el 1 de diciembre de 1993) es un futbolista brasileño que se desempeña como delantero.
Jugó para clubes como el Marítimo, Bragantino, FC Stumbras, FC Gifu y Chiangmai FC.

## Trayectoria

### Clubes
| Club                    | País      | Año         |
| ----------------------- | --------- | ----------- |
| Phuket FC               | Tailandia | 2013 - 2015 |
| Marítimo                | Portugal  | 2015        |
| Bragantino              | Brasil    | 2015        |
| Atlético Sorocaba       | Brasil    | 2016        |
| FC Stumbras             | Lituania  | 2016        |
| FC Gifu                 | Japón     | 2017        |
| Deportivo de la coruña] | Tailandia | 2018        |
| JL Chiangmai United     | Tailandia | 2018        |